# 벤 10: 과거로의 질주
《벤 10: 과거로의 질주》(영어: Ben 10: Race Against Time)는 2007년 미국의 텔레비전용 액션 영화로, TV 애니메이션 《벤 10》을 실사영화로 만든 작품이다. 카툰네트워크에서 제작하여 방영했다. 아역배우 그레이엄 필립스가 주인공 벤 테니슨 역을 맡았다.

## 출연진
- 그레이엄 필립스 - 벤 테니슨
- 크리스턴 앤홀트 - 이언, 벤이언
- 헤일리 램 - 그웬 테니슨
- 베스 리틀퍼드 - 샌드라 테니슨
- 돈 맥매너스 - 칼 테니슨
- 새브 시모노 - 노인
- 알로마 라이트 - 돌턴 부인
- 로버트 피카도 - 화이트 교장쌤
- 리 메이저스 - 맥스 테니슨
- 타일러 패트릭 존스 - 캐시 머리
- 타일러 포든 - J.T.
- 페이지 허드 - 스테파니
- 비앙카 루이스 브로키 - 캔디스
- 데이비드 프랭클린 - 히트블래스트
- 카를로스 알라스라키 - 그레이 매터
- 대런 노리스 - 다이아몬드헤드
- 디 브래들리 베이커 - 와일드멋
- 앤트워넷 스콜러 러빈
- 미치 왓슨